# Protéine globulaire
Les protéines globulaires ou sphéroprotéines constituent l'une des trois principales classes de protéines à côté des protéines fibreuses et des protéines membranaires.

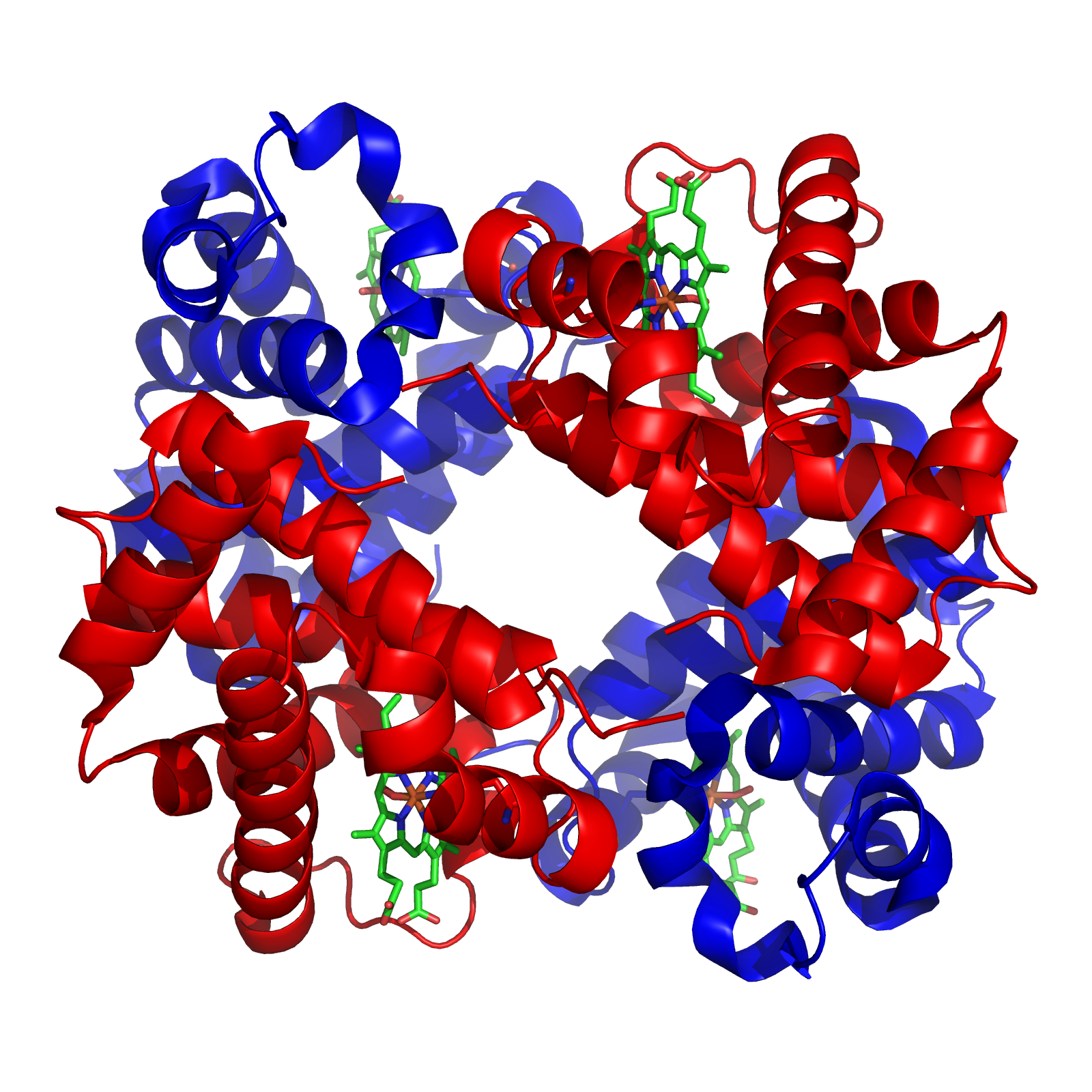
Structure de l'hémoglobine, une protéine globulaire de la famille des globines

Elles ont un rapport axial inférieur à 10, ce sont donc des sphéroïdes. Elles sont solubles dans l'eau grâce à leurs nombreux groupements hydroxyles pouvant lier leur H avec l'O de l'eau en formant une liaison hydrogène. Les protéines globulaires comprennent les enzymes tout comme les hormones, les anticorps... Ces caractéristiques permettent de distinguer les protéines globulaires des protéines fibreuses.

## Structure globulaire et solubilité
Structure quaternaire

## Un large éventail de rôles dans l'organisme
Les protéines globulaires peuvent avoir un rôle structural (par exemple la tubuline constituant les microtubules, ou l'actine G dans les microfilaments d'actine). Cependant, à l'opposé des protéines fibreuses dont le rôle se limite à une fonction structurelle, les protéines globulaires peuvent se comporter comme :
- Enzymes, par catalyse de réactions organiques se déroulant dans l'organisme dans des conditions « douces » et avec une grande spécificité. Diverses estérases jouent ce rôle.
- Messagers, par transmission de messages pour régler des processus biologiques. Cette fonction est assumée par des hormones, par exemple l'insuline etc.
- Transporteurs d'autres molécules via des membranes
- Stocks d'acides aminés.

## Membres
- L'hémoglobine, un membre de la famille des globines.
- Les immunoglobulines (IgA, IgD, IgE, IgG and IgM) et les alpha-, beta- et gamma-globulines.
- Quasi toutes les enzymes aux fonctions métaboliques majeures ont une forme globulaire
- De nombreuses protéines de transduction de signaux.

- Voir électrophorèse des protéines pour plus d'informations.